# 小行星9244
小行星9244（英語：9244 Visnjan）是一颗围绕太阳公转的小行星。1998年4月21日，克拉多·克洛维奇、P. Radovan在伊斯特拉发现了此天体。
这颗小行星的绝对星等为119.7530752045721等。